# Бойкот, дивестиція та санкції
Бойкот, дивестиція та санкції (Рух БДС; англ. Boycott, Divestment and Sanctions Movement, BDS Movement) —  міжнародна кампанія, спрямована на сприяння різним формам бойкотування Ізраїлю, допоки той не виконає, вимоги перед міжнародним правом, такі як відведення військ з окупованих територій, ліквідація роз'єднувального муру на Західному узбережжі, забезпечення цілковитого рівноправ'я арабсько-палестинським жителям Ізраїлю, а також захист і сприяння праву палестинських біженців на повернення до своїх будинків і власності.
У низці країн проводились протести та конференції на підтримку кампанії. Прихильники БДС порівнюють рух із Антиапартеїдським рухом 20-го сторіччя та розглядають свої дії як схожі до бойкотування ПАР упродовж її апартеїдського періоду, порівнюючи ситуацію в Ізраїлі до апартеїду.
Критики БДС відкидають його закиди, що Ізраїль є апартеїдською державою, вказуючи, що в Ізраїлі (поза Західним узбережжям) «євреї та араби вільно змішуються, все частіше проживаючи в одних мікрорайонах … немає насаджуваної сегрегації». Критики також стверджують, що Рух БДС «є антисемітським у формі своєї протидії сіонізму», порівнюючи з нацистським бойкотуванням єврейських підприємств та звинувачуючи рух у «делегітимізації Ізраїлю».